# Feels like Home
Albums de Norah Jones
New York City
(2003) Not Too Late
(2007)
Singles
1. Sunrise
Sortie : 12 janvier 2004
2. What Am I to You?
Sortie : 20 mai 2004
3. Creepin' In
Sortie : 14 juin 2004
4. Those Sweet Words
Sortie : 11 octobre 2004

Feels Like Home est le deuxième album studio de la chanteuse américaine Norah Jones, sorti le 10 février 2004 chez Blue Note Records. Il fait suite à Come Away with Me, le premier album de la chanteuse sorti en 2002.
Il comprend dix compositions de Norah Jones et de son groupe, des reprises de deux chansons de Townes Van Zandt et Tom Waits ainsi qu'une adaptation de Melancholia de Duke Ellington, renommée ici Don't Miss You at All.
Aux États-Unis, l’album s’est vendu à plus d'un million d’exemplaires pendant ses deux premières semaines de diffusion. Aux Pays-Bas, ce fut la meilleure vente de l’année. Feels Like Home s'est écoulé à plus de 12 000 000 exemplaires dans le monde. Lors de la 47e édition des Grammy Awards, l'album a été nommé dans la catégorie « meilleur album vocal pop ». Le premier single de l’album, Sunrise, remporte en 2005 le Grammy Award de la meilleure prestation vocale féminine. Creepin' In, avec Dolly Parton, a également été nommée pour un Grammy, dans la catégorie de « meilleure collaboration country vocale ».

## Réception

### Accueil critique
Feels Like Home a reçu un accueil généralement positif de la part des critiques musicaux. Sur Metacritic, qui attribue une note normalisée sur 100 aux critiques, l'album a reçu une note moyenne de 74 sur 100, ce qui indique « des critiques généralement favorables » sur la base de 19 critiques.

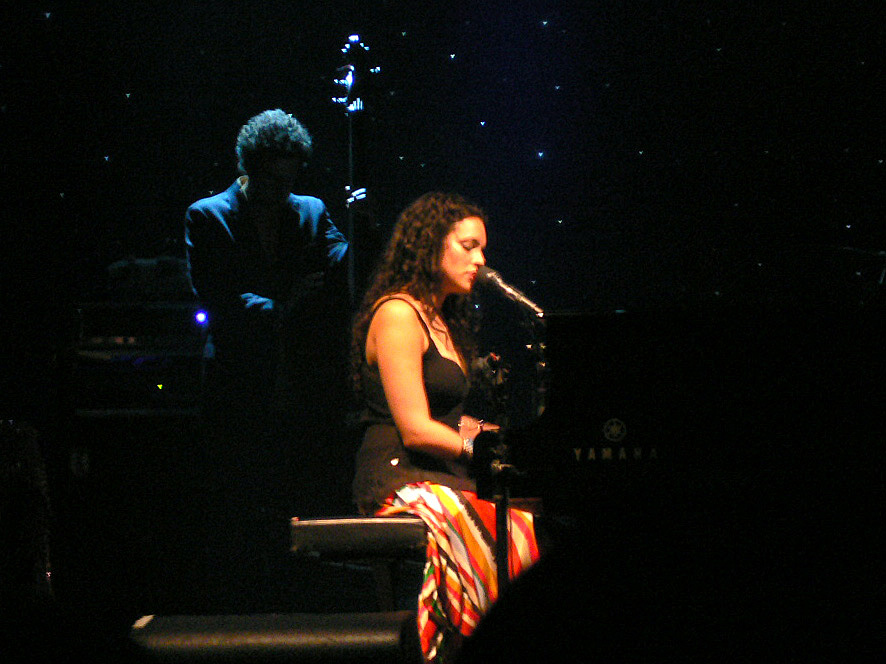
La chanteuse Norah Jones en concert, en avril 2005.

Le critique Ken Micallef, pour Yahoo! Music, donne à l'album une critique favorable et déclare : « Rappelant Come Away with Me uniquement pour la voix sulfureuse de Jones, l'album a sa part d'effets secondaires agréables, mais ceux-ci sont équilibrés par une poignée de chansons d'une beauté austère et excellemment arrangées ». Keith Phipps du journal numérique The A.V. Club, a également donné une critique favorable et a déclaré que l'album « ne devrait ni choquer les vieux fans ni décevoir ceux qui espèrent entendre [Norah Jones] en faire plus ». E! Online lui a donné la note « B+ » en commentant : « Au lieu de faire des concessions stupides à sa célébrité soudaine [...] la fille de la maison se la joue cool, en continuant avec les mêmes vibrations douces qui ont fait d'elle une star ». Le magazine Spin lui a également donné un « B+ », le qualifiant d'« un meilleur disque que Come Away [with Me] - moins piano-bar, plus honky tonk ». Mojo lui attribue quatre étoiles sur cinq et déclare que l'album est « similaire au premier album ... Mais les structures sont plus vives et plus nuancées, et les compositions sont plus élaborées et plus profondes, ce qui représente une distillation bienvenue de l'art de Jones ». Le magazine The Village Voice donne une critique positive de l'album et déclare : « Si le choix des chansons, du rythme et de l'instrumentation était parfois restrictif, le piano et la voix perduraient ». Blender donne à l'album une note de 4 étoiles sur 5 et a indiqué que l'album était « similaire au premier album ».
D'autres critiques sont moyennes, mitigées ou négatives : le magazine Uncut donne à l'album trois étoiles sur cinq et affirme : « Oui, c'est un disque sans défi et même profondément conservateur. Mais sa classe est positivement aristocratique ». The Austin Chronicle lui donne deux étoiles sur cinq et déclare : « Le matériel est tout pour une chanteuse, et contrairement à Come Away with Me, le problème ici est que Jones a écrit ou coécrit près de la moitié des 13 titres de Feels Like Home ». The Guardian ne lui donne qu'une étoile sur cinq et note que l'album est « si inoffensif que vous avez du mal à vous rappeler si vous l'avez écouté ».

### Accueil commercial
Feels Like Home s'est vendu à 1 022 000 exemplaires au cours de sa première semaine de commercialisation aux États-Unis. Il s'est vendu à 395 000 exemplaires au cours de sa deuxième semaine et a passé ses six premières semaines au sommet du Billboard 200. Il a été le deuxième album le plus vendu de 2004 aux États-Unis, avec 3 842 920 exemplaires vendus.
Il se classe au neuvième rang des ventes les plus importantes réalisées par une artiste féminine au cours de sa première semaine de commercialisation, derrière 25 d'Adele, Oops!... I Did It Again de Britney Spears, 1989, Reputation, Red, Midnights et Speak Now de Taylor Swift, et Born This Way de Lady Gaga. Aux Pays-Bas, il s'agit de l'album le plus vendu de l'année et du vingt-quatrième album le plus vendu des années 2000.
En 2012, l'album s'est vendu à plus de 12 000 000 exemplaires dans le monde.

## Liste des titres
| 1.    | Sunrise                              | Norah Jones, Lee Alexander                | 3:20 |
| 2.    | What Am I to You?                    | Jones                                     | 3:29 |
| 3.    | Those Sweet Words                    | Alexander, Richard Julian                 | 3:22 |
| 4.    | Carnival Town                        | Jones, Alexander                          | 3:12 |
| 5.    | In the Morning                       | Adam Levy                                 | 4:07 |
| 6.    | Be Here to Love Me                   | Townes Van Zandt                          | 3:28 |
| 7.    | Creepin' In (featuring Dolly Parton) | Alexander                                 | 3:03 |
| 8.    | Toes                                 | Jones, Alexander                          | 3:46 |
| 9.    | Humble Me                            | Kevin Breit                               | 4:36 |
| 10.   | Above Ground                         | Andrew Borger, Daru Oda                   | 3:43 |
| 11.   | The Long Way Home                    | Kathleen Brennan, Tom Waits               | 3:13 |
| 12.   | The Prettiest Thing                  | Jones, Alexander, Julian                  | 3:51 |
| 13.   | Don't Miss You at All                | Duke Ellington (musique), Jones (paroles) | 3:06 |
| 46:26 |                                      |                                           |      |

| 14. | Sleepless Nights                  | 4:13 |
| 15. | Moon Song                         | 2:43 |
| 16. | I Turned Your Picture to the Wall | 3:01 |

| 1. | In the Morning (live) (DVD)           |  | 5:16  |
| 2. | She (live) (DVD)                      |  | 5:00  |
| 3. | Long Way Home (live) (DVD)            |  | 3:43  |
| 4. | Creepin' In (live) (DVD)              |  | 4:22  |
| 5. | Sunrise (music video) (DVD)           |  | 3:32  |
| 6. | What Am I to You? (music video) (DVD) |  | 3:36  |
| 7. | Interview with Norah (DVD)            |  | 17:29 |

## Crédits
Musiciens
- Norah Jones - piano (pistes 1, 3, 4, 6, 8, 12, 13), piano électrique Wurlitzer (2, 5, 10), voix, harmonium
- Lee Alexander - basse acoustique (1–3, 5–12), basse électrique (5), guitare lap steel (12)
- Brian Blade - batterie (12)
- Andrew Borger - batterie (5, 6, 8, 10), tambour à fente (1), boîte (3, 11), caisses claires (7)
- Levon Helm – batterie (2)
- Kevin Breit - guitare acoustique (1, 3, 6, 7, 11, 12), guitare à résonateur (5, 8–10), banjoline (1), guitare électrique et battements de pieds (10), voix de fond
- Jesse Harris – guitare acoustique (3, 4)
- Rob Burger – harmonium (3, 7)
- David Gold - violon alto (4)
- Garth Hudson - orgue Hammond (2), accordéon (6)
- Adam R. Levy - guitare électrique (6, 8, 10, 11), guitare acoustique (5), chœurs (1, 6, 7)
- Tony Scherr – guitare électrique (2)
- Dolly Parton - voix (7)
- Daru Oda - chœurs (1, 2, 5–8, 10–12), flûtes (11)
- Jane Scarpantoni – violoncelle (4)
- Arif Mardin – arrangements des cordes (4)

Production
- Producteurs : Norah Jones, Arif Mardin
- Ingénieur : Jay Newland
- Ingénieurs assistants : Matthew Cullen, Dick Kondas, Steve Mazur, Aya Takemura
- Mixage : Jay Newland
- Mastering : Gene Paul
- A&R : Eliott Wolf
- Assistant : Jamie Polaski
- Arrangements des cordes : Arif Mardin
- Manager de production : Zach Hochkeppel
- Directeur créatif : Gordon Jee
- Assistant à la production de design : Burton Yount

## Classements et certifications
| Classement (2004–06)               | Meilleure position |
| ---------------------------------- | ------------------ |
| Allemagne (Media Control AG)       | 1                  |
| Argentine (CAPIF)                  | 3                  |
| Australie (ARIA)                   | 2                  |
| Australie (Jazz & Blues Albums)    | 1                  |
| Autriche (Ö3 Austria Top 40)       | 1                  |
| Belgique (Flandre Ultratop)        | 1                  |
| Belgique (Wallonie Ultratop)       | 1                  |
| Canada (Canadian Albums)           | 1                  |
| Danemark (Tracklisten)             | 1                  |
| Écosse (OCC)                       | 1                  |
| Espagne (Promusicae)               | 3                  |
| États-Unis (Billboard 200)         | 1                  |
| Europe (European Top 100 Albums)   | 1                  |
| Finlande (Suomen virallinen lista) | 2                  |
| France (SNEP)                      | 1                  |
| Grèce (IFPI)                       | 1                  |
| Hongrie (Mahasz)                   | 18                 |
| Irlande (Irish Albums Chart)       | 1                  |
| Islande (Tónlist)                  | 1                  |
| Italie (FIMI)                      | 1                  |
| Japon (Oricon)                     | 5                  |
| Norvège (VG-lista)                 | 1                  |
| Nouvelle-Zélande (RIANZ)           | 1                  |
| Pays-Bas (Mega Album Top 100)      | 1                  |
| Pologne (ZPAV)                     | 1                  |
| Portugal (AFP)                     | 1                  |
| Royaume-Uni (UK Albums Chart)      | 1                  |
| Royaume-Uni (Jazz & Blues Albums)  | 1                  |
| Suède (Sverigetopplistan)          | 1                  |
| Suède (Jazz Albums)                | 1                  |
| Suisse (Schweizer Hitparade)       | 1                  |
| Tchéquie (ČNS IFPI)                | 8                  |

| Classement (2004)                  | Position |
| ---------------------------------- | -------- |
| Allemagne (Offizielle Top 100)     | 2        |
| Argentine Albums (CAPIF)           | 12       |
| Australie Albums (ARIA)            | 10       |
| Australie (Jazz & Blues Albums)    | 2        |
| Autriche (Ö3 Austria)              | 1        |
| Belgique (Flandre Ultratop)        | 2        |
| Belgique (Wallonie Ultratop)       | 4        |
| Danemark (Hitlisten)               | 2        |
| Espagne (Promusicae)               | 45       |
| États-Unis (Billboard 200          | 5        |
| Europe (European Albums Top 100)   | 1        |
| Finlande (Suomen virallinen lista) | 70       |
| France (SNEP)                      | 5        |
| Hongrie (Mahasz)                   | 89       |
| Irlande (IRMA)                     | 20       |
| Italie (FIMI)                      | 13       |
| Japon (Oricon)                     | 55       |
| Nouvelle-Zélande (RMNZ)            | 3        |
| Pays-Bas (Album Top 100)           | 1        |
| Portugal (AFP)                     | 7        |
| Royaume-Uni (UK Albums Chart)      | 8        |
| Suède (Sverigetopplistan)          | 4        |
| Suisse (Schweizer Hitparade)       | 2        |
| Worldwide Albums (IFPI)            | 2        |

| Classement (2005)               | Position |
| ------------------------------- | -------- |
| Australie (Jazz & Blues Albums) | 4        |
| Belgique (Flandre Ultratop)     | 40       |
| États-Unis (Billboard 200)      | 126      |
| France (SNEP)                   | 189      |
| Pays-Bas (Album Top 100)        | 33       |

| Classement (2006)               | Position |
| ------------------------------- | -------- |
| Australie (Jazz & Blues Albums) | 12       |

| Classement (2000–2009)     | Position |
| -------------------------- | -------- |
| États-Unis (Billboard 200) | 58       |

### Certifications et ventes
| Région | Certification | Ventes/Streams |
| --- | ------------- | -------------- |
| Allemagne (BM)                                                                                                | 3 × Platine   | 600 000^       |
| Argentine (CAPIF)                                                                                             | Platine       | 40 000^        |
| Australie (ARIA)                                                                                              | 3 × Platine   | 210 000^       |
| Autriche (IFPI)                                                                                               | 3 × Platine   | 90 000*        |
| Belgique (BEA)                                                                                                | 2 × Platine   | 100 000*       |
| Brésil (ABPD)                                                                                                 | Or            | 50 000*        |
| Canada (Music Canada)                                                                                         | 4 × Platine   | 400 000^       |
| Corée du Sud                                                                                                  | —             | 21 894         |
| Danemark (IFPI)                                                                                               | 6 × Platine   | 120 000‡       |
| Espagne (PME)                                                                                                 | Platine       | 100 000^       |
| États-Unis (RIAA)                                                                                             | 4 × Platine   | 4 632 000      |
| Finlande (IFPI)                                                                                               | Or            | 16 604         |
| France (SNEP)                                                                                                 | 2 × Platine   | 600 000*       |
| Grèce (IFPI)                                                                                                  | Or            | 10 000^        |
| Irlande (IRMA)                                                                                                | 3 × Platine   | 45 000^        |
| Italie (FIMI)                                                                                                 | Or            | 25 000‡        |
| Japon (RIAJ)                                                                                                  | Platine       | 250 000^       |
| Mexique (AMPFV)                                                                                               | Or            | 50 000^        |
| Nouvelle-Zélande (RMNZ)                                                                                       | 3 × Platine   | 45 000^        |
| Pays-Bas (NVPI)                                                                                               | Platine       | 239 000        |
| Pologne (ZPAV)                                                                                                | Diamant       | 100 000‡       |
| Portugal (AFP)                                                                                                | Or            | 20 000^        |
| Royaume-Uni (BPI)                                                                                             | 4 × Platine   | 300 000^       |
| Suède (GLF)                                                                                                   | Platine       | 60 000^        |
| Suisse (IFPI)                                                                                                 | 3 × Platine   | 120 000^       |
| Résumé |               |                |
| Europe (IFPI)                                                                                                 | 4 × Platine   | 4 000 000*     |
| Monde | —             | 12 000 000     |
| *Ventes selon la certification ^Mise en rayon selon la certification ‡ventes/streaming selon la certification |               |                |